# 柳州银行
柳州银行股份有限公司(简称：柳州银行)，前身为柳州市商业银行，是一家由地方财政、地方优势骨干发起组建、众多企业和个人投资入股成立的城市商业银行。

## 所涉案件
2017年12月20日，柳州银行原董事长刘忠因受贿、违法发放贷款近69亿元，一审被判刑16年。
2018年10月18日，柳州银行红光支行因贷前调查、贷款支付审查、贷后管理不尽职等多项违规，银保监会对其行政处罚罚款30万。